# Friedrich Harkort
Friedrich Harkort (Westerbauer, 22 febbraio 1793 – Hombruch, 6 marzo 1880) è stato un imprenditore e politico tedesco.

## Biografia
Nel 1819, fondò il primo laboratorio industriale presso il Castello di Wetter. Fu uno dei primi rappresentanti di ferrovie, infatti costruì la linea ferroviaria Colonia-Minden nel 1825, che completò nel 1847. Nel 1826 edificò un binario di prova, trasformandolo in monorotaia, a seguito di un disegno dell'inglese Henry Robinson Palmer.